# Batalla de Pastrengo
La batalla de Pastrengo fue luchada entre los ejércitos Piamonteses y Austria el 30 de abril de 1848, en el curso de la Primera guerra de Independencia italiana

## Preludio
Las fuerzas austriacas fueron desplegadas de manera que amenazaban cualquier ataque piamontés a la fortaleza de Peschiera del Garda, y contra Verona. Por ello, el alto mando piamontés decidió actuar enérgicamente contra la amenaza, con el 2.º Cuerpo (comandado por el general Ettore Gerbaix De Sonnaz), apoyado por la división de reserva.
Aunque algunas fuentes afirman que las tropas del reino de Cerdeña estaban formadas en su mayor parte por voluntarios de regiones del norte de Italia, en realidad se trataba de cuatro brigadas del ejército regular piamontés. Entre las tropas de Pastrengo se contabilizaron 1.000 voluntarios de Parma, 150 voluntarios de Piacenza y 400 estudiantes de Pavía y Turín.

## La batalla
El ataque piamontés, aunque se realizó con fuerzas superiores, fue mal ejecutado, en acciones frontales y sin aprovechar adecuadamente su superioridad numérica, ni con un reconocimiento adecuado antes de la batalla. Por la derecha la brigada "Savoia" procedía lentamente, obstaculizada por el terreno desconocido, en el centro y la derecha las brigadas "Cuneo" y "Piemonte" se tuvieron mejores resultados, y después de tres horas a las 14:00 la línea piamontesa comenzó a avanzar. A pesar de los intentos del comandante austriaco por retrasarla, la ofensiva avanzó hasta el puente de pontones sobre el río Adigio. Sin embargo, tras este éxito, los piamonteses se detuvieron y no siguieron avanzando.
Como documenta la revista New monthly: Vol. 83, 1848:
"El 30 de abril se libró lo que en el comunicado emitido desde el cuartel general del ejército sardo se denomina "la primera batalla entre los dos ejércitos de Italia". El fin propuesto era ocupar Bussolengo, Pastrengo y Piovezzana, e intentar forzar el Adigio. El asunto comenzó a las once y media de la mañana. Las tropas italianas consiguieron expulsar a los austriacos de todas las posiciones que ocupaban en Pastrengo y ganar las alturas que dominan el Adigio"

## Consecuencias
Aunque fue una victoria piamontesa, no fue un éxito completo, ya que el mariscal de campo Radetzky todavía tenía pleno uso de la carretera vital que le conectaba con Trento y el Imperio, si se hubiera cortado, la situación austriaca se habría vuelto crítica.
Como documenta la revista New monthly: Vol. 83, 1848:
"Durante la noche del 30, Bussolengo fue tomada por los sardos, y el paso del Adigio efectuado en Pontone"